# KAGfreiland

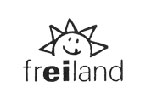
Das erste Logo der KAG

KAGfreiland ist eine Non-Profit-Organisation, die sich seit 1972 für die artgerechte Haltung von Nutztieren in der Schweiz einsetzt. Sie gehört zu den kleineren aber ältesten Tierschutz-Organisationen in der Schweiz und führte 1972 das erste Label für Eier aus tierfreundlicher Produktion ein. Noch heute steht das Prädikat für die strengsten Tierhaltungsrichtlinien der Schweiz. Die Organisation ist politisch und konfessionell neutral. Im Mittelpunkt der Tätigkeiten stehen Tierprojekte und Kampagnen zur Verbesserung der Haltungsbedingungen von Nutztieren.

## Geschichte
Die Konsumenten-Arbeitsgruppe zur Förderung tierfreundlicher und umweltgerechter Nutzung von Haustieren (KAG) wurde 1972 eher zufällig gegründet. Die Kunstmalerin Lea Hürlimann entdeckte beim Zubereiten einer gekauften Kalbslunge einen faustgrossen Eiterpfropfen. Aus Ärger und Neugier führte sie private Recherchen durch, die zur Erkenntnis führten, dass Krankheiten aufgrund nicht artgerechter Kälbermast keine Seltenheit sind. Hürlimann informierte die Öffentlichkeit und begann Protestaktionen in Zürich. Ein kurzer Zeitungsartikel verhalf ihr unverhofft zu breiter Unterstützung.
In den folgenden Jahren wurden einerseits Richtlinien für die Produzenten erstellt. Andrerseits setzte sich der Verein politisch ein für die Abschaffung der Käfighaltung von Hühnern und die irreführende Eier-Deklaration wie «Landeier» oder «frisch ab Bauernhof». 1973 lancierte der Verein Freilandeier, die unter dem neu geschaffenen KAG-Label verkauft wurden. Ab 1975 wurde auch KAG-Fleisch angeboten, später auch Milchprodukte.
1992 erreichte der Verein, dass in der Schweiz die Käfighaltung von Hühnern in Legebatterien zur Eierproduktion verboten wurde. 1999 begann er, mit eigenen Forschungsprojekten Verbesserungen in der Nutztierhaltung zu erreichen. Im gleichen Jahr wurde der Name von KAG in KAGfreiland geändert.
Seit 2008 führt die Organisation auch Kampagnen durch, in denen sie gegen Missstände in der Tierhaltung kämpft und die Öffentlichkeit sensibilisiert. Mit der Kampagne «Stopp Käfigfleisch» erreicht KAGfreiland im selben Jahr, dass Kaninchenfleisch aus Käfighaltung deklariert werden muss. 2016 wurde die Abkürzung KAG offiziell umgedeutet zu «Konsequent Artgerecht Gehalten».

## Aktivitäten
Der Verein setzt sich auf breiter Front für die artgerechte Haltung von Nutztieren ein. Sie führt Kampagnen und Projekte durch, betreibt Aufklärungsarbeit und produziert und vertreibt in Zusammenarbeit mit rund 150 Landwirtschaftsbetrieben KAGfreiland-Produkte.

### Tierprojekte
Mit den Tierprojekten werden praxistaugliche Alternativen für eine tierfreundliche und wirtschaftliche Nutztierhaltung erarbeitet. Seit 2017 wird mit «Has im Gras» eine artgerechte, praxistaugliche und wirtschaftliche Kaninchenhaltung im Freiland entwickelt. Das Projekt «Alp-Weideschwein» zeigt auf, dass Schweine auch auf der Alp artgerecht gehalten werden können und so einen wertvollen Beitrag zur Ökonomie und Ökologie der Alpwirtschaft leisten können.

### Kampagnen
Seit 2008 leistet KAGfreiland Kampagnenarbeit. Sie thematisiert von der Tierhaltung bis zum Konsum von tierischen Produkten fast alle Aspekte rund um das Nutztier. So macht «Sauwohl!?» auf Missstände in der heutigen Schweinehaltung aufmerksam. Sie zeigt, wie Schweine heute gemästet werden und was eine artgerechte Haltung ausmacht. Eine hohe Wertschätzung für das Nutztier findet auch darin Ausdruck, dass es nach der Schlachtung möglichst vollständig und hochwertig verwertet wird. Diesem Umstand trägt die Kampagne «All of it – Genuss mit Hirn und Herz» Rechnung, die seit 2015 mit Informationen, Rezepten von Spitzenköchen, Restaurantwochen und Eat-Ins Konsumenten sensibilisiert.
Im Jahr 2022 hat der Verein zusammen mit anderen Organisationen eine Werbekampagne für weniger Fleischkonsum durchgeführt.

### Label
Das Label KAGfreiland hat schweizweit die strengsten Tierhaltungsrichtlinien und wird nur an Betriebe vergeben, welche bereits nach den Richtlinien von Bio Suisse produzieren. Die KAGfreiland-Betriebe werden mit unangemeldeten Hofkontrollen von unabhängiger Stelle, seit 2018 vom Kontrolldienst STS, auf die Einhaltung der Richtlinien überprüft.